# Haidel
Haidel (1167 m n. m.) je výrazná hora v německé části Šumavy, 14 km západo-severozápadně od Plechého, nejvyšší hory české části pohoří. Pro vrchol jsou charakteristické zdaleka viditelné stavby - vyhlídková věž a vysílač.
Na východním svahu Haidelu pramení potoky Goldgrubenbach a Rothbach, jejichž soutokem západně od obce Haidmühle vzniká Studená Vltava. Ve středověku vedla přes hřbet Haidelu jedna ze tří větví tzv. Zlaté stezky z Pasova do Prachatic přes Waldkirchen a Volary.

## Vyhlídková věž
Když v roce 1925 zpustošila silná vichřice les na vrcholovém hřebeni, odkryl se skvělý výhled přes šumavské hory až po Alpy. Než byl vrchol znovu zalesněn, byla na něm v roce 1928 postavena dřevěná vyhlídková věž vysoká 15 metrů. Tato první rozhledna stála až do roku 1948, kdy musela být kvůli havarijnímu stavu stržena.
V roce 1967 byl Haidel zpřístupněn množstvím turistických stezek a v roce 1970 byla na vrcholu postavena nová dřevěná věž, vysoká 25 metrů. Drsné klimatické podmínky vyžadovaly v následujících letech velké úsilí na udržování věže. Přestože na ní byly v letech 1984 a 1990 provedeny rozsáhlé opravy, nepodařilo se chátrání zabránit a v roce 1997 musela být i druhá věž stržena kvůli havarijnímu stavu.
Během krátké doby se podařilo postavit třetí rozhlednu, která byla otevřena ještě před příchodem zimy 1998. Vyhlídková věž je zhotovena ze dřeva douglasky a modřínu a má výšku 35 metrů. Na vyhlídkou plošinu ve výšce 30 metrů vede 159 schodů.
Nedaleko rozhledny stojí i vysílač Deutsche Telekom - 60 metrů vysoká samonosná ocelová trouba s dvěma plošinami.

## Přístup

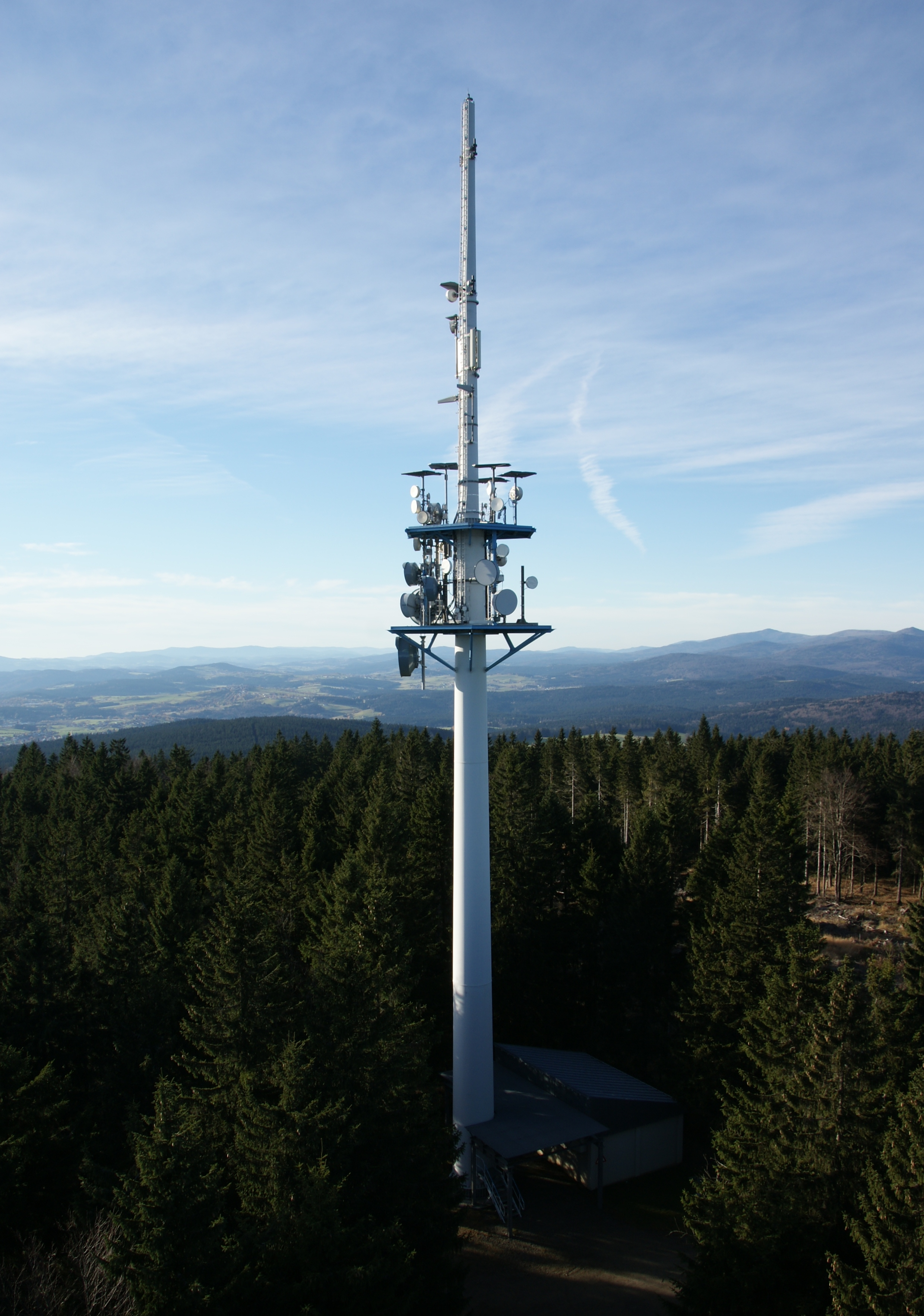
Vysílač na vrcholu

Haidel je přístupný po značených cestách z několika směrů. Nejkratší cesta vede z osady Obergrainet nad obcí Grainet v nadmořské výšce 980 metrů, která měří 2 km s převýšením necelých 200 metrů. Z české strany je nejsnazší přístup z Českých Žlebů, s podstatně větší délkou (11 km) i převýšením (450 m).